# Nationalliga A (Handball) 1951/52
Die Spielzeit 1951/52 war die 3. reguläre Spielzeit der Schweizer Nationalliga A im Handball der Männer. Der Schweizer Meister wurde im Turniermodus in St. Gallen ermittelt.

## Modus
Die Teams qualifizierten sich über regionale Meisterschaften für die Schweizer Meisterschaft.
Gespielt wurde von den 5 Teams eine Runde zu je 4 Spielen im Turniermodus. Der Sieger war Schweizer Hallenhandball-Meister.

## Rangliste
| Rang                | Verein           | Spiele | S | U | N | Tore  | Punkte |
| ------------------- | ---------------- | ------ | - | - | - | ----- | ------ |
| 1.                  | Grasshoppers (M) | 4      | 3 | 0 | 1 | 35:22 | 6      |
| 2.                  | Länggasse Bern   | 4      | 3 | 0 | 1 | 31:23 | 6      |
| 3.                  | Rorschach-Stadt  | 4      | 2 | 0 | 2 | 21:23 | 4      |
| 4.                  | BTV Aarau        | 4      | 2 | 0 | 2 | 15:18 | 4      |
| 5.                  | TVK Basel        | 4      | 0 | 0 | 4 | 22:38 | 0      |
| Stand: 9. März 1952 |                  |        |   |   |   |       |        |

| Zum Saisonende 1951/52: |                                 |
|                         | Schweizer Meister               |
|                         | Saison beendet                  |
|                         |                                 |
| Zum Saisonende 1950/51: |                                 |
| (M)                     | Schweizer Meister: Grasshoppers |

## Schweizer Meister
3. Schweizer Meistertitel für die Grasshoppers
| Schweizer Meister Grasshoppers | Torhüter: Emil Worni Feldspieler: Güdel, Riess, Ernst Dubs, Otto Schwarz, Büche, Hansjakob Bertschinger, Walter Strohmeier, Winkel, Spiess |